# سيمي اجاي
سيمي اجاي (بالإنجليزية: Semi Ajayi)‏ (9 نوفمبر 1993 في المملكة المتحدة - ) هو لاعب كرة قدم في مركز الدفاع.https://m.wikidata.org/wiki/Q21592164 شارك مع منتخب نيجيريا تحت 20 سنة لكرة القدم. أما مع النوادي، فقد لعب مع تشارلتون أثلتيك وكارديف سيتي ونادي أرسنال ونادي دارتفورد ونادي كرو ألكساندرا وإيه أف سي ويمبلدون.

## وصلات خارجية
- سيمي اجاي على موقع قاعدة بيانات كرة القدم.إي يو (الإنجليزية)
- سيمي اجاي على موقع ناشيونال فوتبول تيمز (الإنجليزية)
- سيمي اجاي على موقع Soccerbase.com (لاعب) (الإنجليزية)
- سيمي اجاي على موقع Soccerway.com (الإنجليزية)
- سيمي اجاي على موقع عالم كرة القدم.نت (الإنجليزية)
- سيمي اجاي على موقع AS.com (الإسبانية)